# جامعه‌شناسی فمینیستی

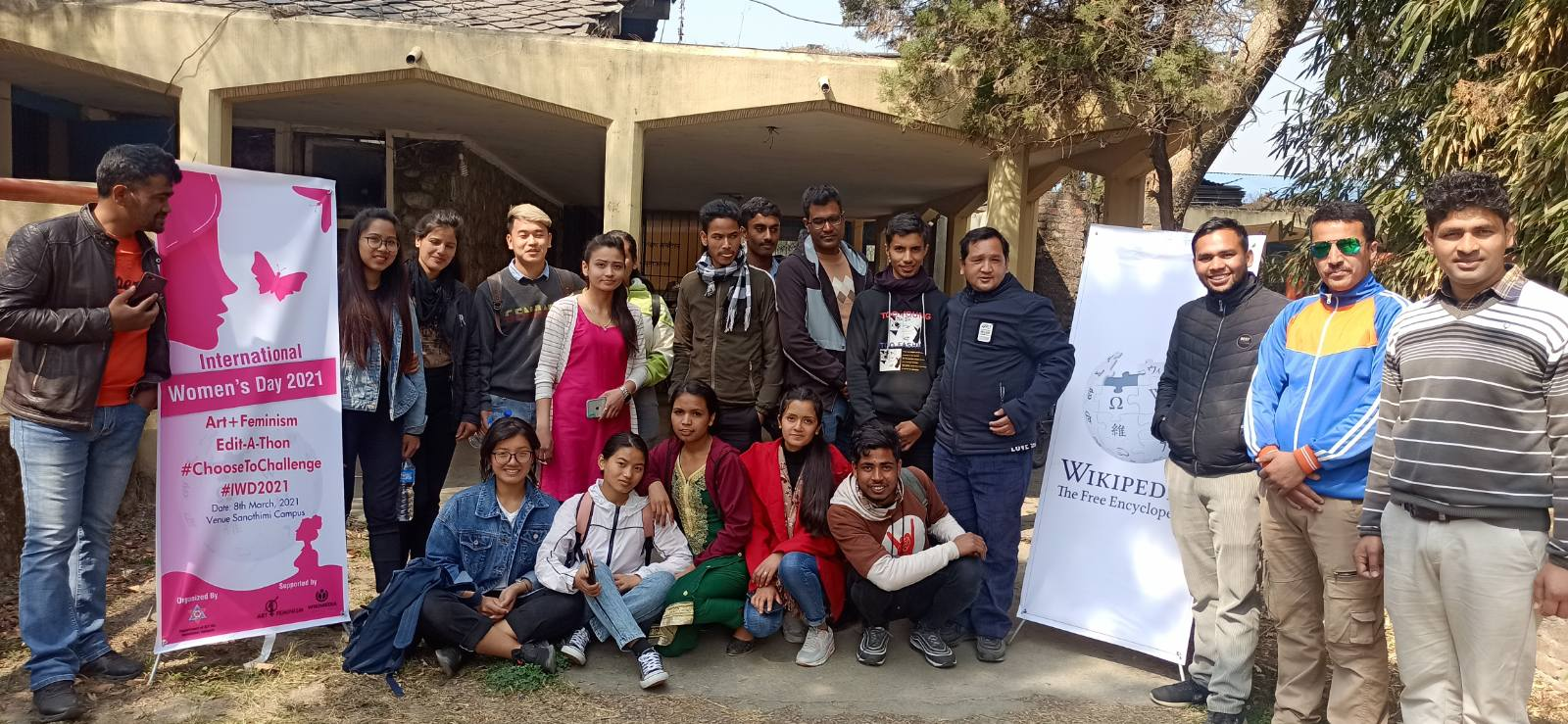
هنر + فمینیسم - مراسم ۲۰۲۱

جامعه‌شناسی فمینیستی (به انگلیسی: feminist sociology) بررسی میان‌رشته‌ای از جنسیت و قدرت در کل جامعه است. در اینجا، از «نظریه تعارض» و نگرش‌های تئوریک استفاده کرده تا به مطالعه جنسیت و رابطه آن با قدرت، هم در سطح تعاملات رو در رو و هم بازتابندگی در ساختارهای اجتماعی در سطح کلان، بپردازیم. حوزه‌های تمرکز این نظریه عبارت از گرایش جنسی، نژاد، وضعیت اقتصادی و ملیت است.

## تاریخچه
اثر شارلوت پرکینز گیلمن (۱۸۶۰–۱۹۳۵) به رسمی‌شدن نظریه فمینیستی در جریان دهه ۱۹۶۰ میلادی کمک کرد. وی باگذشت سال‌ها با تمرکز بر خواندن و یادگیری مفاهیمی متفاوت از آنچه به زنان یاد داده می‌شد تا زن خانه‌دار شوند، بر علیه موانع سنتی که از طرف جامعه بر وی تحمیل می‌شد؛ حرکت کرد. تمرکز اصلی وی بر نابرابری جنسیتی میان زنان، مردان و نقش‌های جنسیتی تعیین شده از طرف اجتماع بود. جایی که مردان کار می‌کنند و درآمد مناسب برای خانواده تأمین می‌نماید و زنان در خانه می‌مانند. کارهای خانه را انجام داده و از خانواده مراقبت می‌نمایند. او «تأکید می‌کند که برخورد متفاوت در اجتماع چگونه منتهی به نابرابری جنسیتی می‌شود»، البته او هم‌چنان می‌پذیرد که از نظر زیست‌شناختی، تفاوتی میان افرادی که با اعضای زنانه یا مردانه متولد می‌شوند وجود دارد.
بخشی از تحقیقات وی شامل معرفی تئوریک یک رویکرد چند بُعدی به جنسیت بوده و این رویکرد را به‌طور عمیق‌تری در کتابش با عنوان «زنان و اقتصاد» به بحث می‌گیرد. وی باور داشت که به دلیل نقش‌های جنسیتی، زنان وانمود می‌کردند که زندگی مشخصی را سپری می‌کنند تا از استفاده از پتانسیل کامل خود به عنوان زن خانه‌دار خودداری نمایند. این مثالی از نظریه عصب‌شناختی است که توسط زیگموند فروید توسعه داده شده و از طریق فرایند روان‌کاوی که از آن با عنوان حالت خودآگاه و نیمه خودآگاه ذهن یاد می‌گردد، پرورش یافته‌است. مثال به‌خصوصی که ارائه شد، تحت خودآگاهی کاذب قرار می‌گیرد، نه خودآگاهی که به ما در کنترل زندگی روزمره کمک می‌کند. در نتیجه این باور به میان می‌آید که زنان ملک شوهرشان هستند و زنان از نظر اقتصادی هنوز هم به شوهرهای خود وابسته هستند تا مخارج مالی آن‌ها و خانواده‌شان را تأمین نمایند. گیلمن هم‌چنین استدلال نمود که نحوه سنتی تقسیم کار، دارای علل زیست‌شناختی نیست، بلکه بنابر ساختار اجتماعی است که از زمان قبل از قرن نوزدهم میلادی روی زنان تحمیل گردیده‌است. جامعه نقش بزرگی در برابر زنان و اعمال آن‌ها در زندگی روزمره ایفا نموده‌است.
گیلمن این مسئله را یک تراژدی جامعه-زیست‌شناختی خواند، چون زنان به عنوان بخشی از ایدئولوژی «بقای قوی‌ترین‌ها» بی‌اهمیت شمرده می‌شوند. در عوض، تصور می‌شود که زنان افراد لطیف و ضعیف هستند و تنها برای اهداف تولید مثل خوب کار می‌کنند و تصویری که از آن‌ها کشیده می‌شود این است که آن‌ها موجودات احساسی و نحیف بوده و متولد شده‌اند تا به شوهر، اطفال و خانواده خدمت کنند، بدون این‌که برای خود زندگی نمایند. گیلمن پژوهش خود را در دوره‌ای انجام داد که نامی از زنان دانشمند شنیده نشده بود و زنان از حق رأی محروم بودند. پژوهش‌های گیلمن همراه با کارهای سایر جامعه‌شناسان زن باعث ایجاد یک تأثیر فزاینده‌ای شد و راه را برای فمینیسم و مفاهیم مرتبط با نظریه فمینیستی هم‌وار ساخت.
مطالعه جامعه‌شناسی تا دهه ۷۰ قرن نزدهم میلادی، زمانی‌که تفکر جامعه‌شناختی شروع به تمرکز روی زنان نمود، بیشتر مرد محور بود. «لایحهٔ پرداخت مساوی» که در سال ۱۹۶۳ میلادی توسط جان اف کنِدی به عنوان قانون تصویب گردید تمایز مزد بر مبنای جنسیت را ممنوع نمود (گریدی). قانون پرداخت مساوی یکی از نخستین راه‌هایی بود که ایالات متحده شروع به تغییر ذهنیت در مورد زنان نمود و این‌که در محیط کاری و به‌صورت کل در سطح اجتماع، چگونه باید با زنان برخورد صورت گیرد. هرچند قانون پرداخت مساوی فقط روی پرداخت مساوی در مقابل کار مساوی صرف نظر از جنسیت متمرکز بود، بخش هفتم لایحه حقوق مدنی ۱۹۶۴ برای مبارزه با هر گونه تبعیض در محیط کاری تصویب گردید.
نوع عمده‌ای از تبعیض که زنان در محیط کاری با آن مواجه هستند، آزار جنسی است. آزار جنسی نوعی از تبعیض غیرقانونی با سوء استفاده از قدرت بوده و می‌تواند از «شوخی‌های نامناسب» تا «حمله جنسی آشکار» و بیشتر از آن را دربر گیرد (کونلی‏ ۳۱۲). اگر چه آزار جنسی شکلی از تبعیض نیست که تنها زنان با آن مواجه باشند، اما زمانی که در محیط کاری اتفاق می‌افتد، معمولاً شامل مطیع کردن زنان توسط یک آمر یا همکار مرد می‌باشد. در دهه ۷۰ قرن نوزدهم میلادی، زنان زیادی برای حق تصمیم‌گیری در مورد بدنشان مبارزه نمودند، مانند قانون‌مند سازی سقط جنین و غیرقانونی کردن عقیم‌سازی اجباری (گریدی).‏ این امر باعث تغییر در نحوه دید امریکایی‌ها نسبت به زنان گردید و کشور شروع به تغییر کرد تا به زنان اجازه دهند کنترل بیشتری بر بدن خود داشته باشند.
چندین رویداد آزار و سوءاستفاده جنسی در اوایل دهه ۹۰ قرن نزدهم میلادی برای همگی آشکار شد و این امر شروع به برانگیختن زنان نمود تا ایستادگی خود در مقابل آزار و اذیت را آغاز نمایند. متهم سازی قاضی کلارنس توماس توسط «آنیتا یانگ» به آزار جنسی یکی از این رویدادها بود. علی‌رغم این اتهامات، توماس به سمت قاضی دیوان عالی گماشته شد و زنان بیشتری نسبت به این رویداد اعتراض نمودند. در نظرسنجی که بعد از ختم جلسات دادگاه انجام شد، گزارش گردید که «بین ۴۰ تا ۶۵ درصد زنان ادعا کردند که آزار جنسی را در جریان وظیفه تجربه نموده‌اند» (شاپیرو). این دگرگونی اجتماعی منتهی به تغییر در نگرش نسبت به آزادی بدنی، مرزهای محیط کاری و تمامی ابعاد زندگی گردید. در اواسط دهه ۱۹۹۰ میلادی، زنان شروع به ثبت شکایات آزار جنسی و اتهامات حمله جنسی علیه همکاران مرد خود نمودند، که منتهی به جنبشی گردید و زنان زیادی در مقابل خشونت جنسی ایستادند، در نتیجه جامعه درک نمود که مشکلی جدی پیرامون آزار جنسی وجود دارد (گریدی). این رویدادها متعاقباً باعث به‌میان آمدن جنبش دیگر بنام «جنبش من هم» در سال‌های اخیر گردید، که در نتیجه آن زنان زیادی پیش آمده تا داستان‌ها و تجارب خود را با دیگران شریک ساخته و نشان دهند که زنان در سرتاسر دنیا از آزار جنسی متأثر می‌شوند.

## فمینیسم و نژاد
بیشتر جامعه‌شناسان فمینیستی استدلال می‌نمایند که درهم‌تنیدگی زنان، به‌ویژه زمانی‌که بحث نژاد پیش می‌آید، دیگر نمی‌تواند از سوی جنبش فمینیستی در حال رشد نادیده انگاشته شود. به دلیل افزایش شهرت این نگرش، فمینیست‌های فراملیتی ظهور نمودند و روی این ایده تأکید دارند که فمینیسم نباید تنها به عنوان یک ایده غرب محور دیده شود، بلکه باید فمینیسم خود را سازگار سازد تا بتواند چارچوب‌ها و پیچیدگی‌های فرهنگ‌ها و سنن مختلف را شامل شود. رابطه میان فمینیسم و نژاد تا موج دوم فمینیست‌ها، ادبیات بزرگ‌تری در مورد فمینیسم سیاه تهیه نمودند که به‌طور گسترده مورد چشم‌پوشی واقع شده بود. موج دوم فمینیست‌ها یک «نظریه جدید فمینیستی» را ارایه نمود که شامل نژاد، جنسیت و طبقه اجتماعی بود تا سرکوب زنان رنگین‌پوست را تشریح نماید.